# 日本自走式駐車場工業会
一般社団法人日本自走式駐車場工業会（にほんじそうしきちゅうしゃじょうこうぎょうかい）は、建築基準法に基づく国土交通大臣認定を取得する企業等で構成される自走式立体駐車場メーカーの業界団体である。

## 概要
- 本部所在地 - 〒108-0014東京都港区芝5-26-20 建築会館5F
- 設立 - 1990年
- 会員 - 正会員16社、賛助会員9社・団体
- 業務内容 - 自走式駐車場の技術開発及び調査研究、広報、広報誌「ぷれぱ」の発行、関係機関への働きかけなど。

## 沿革
- 1990年4月1日 - 「日本プレハブ駐車場工業会」として創立[1]
- 2008年 - 公益法人制度改革関連法の施行により「一般社団法人日本プレハブ駐車場工業会」に移行[1]
- 2014年 - 「一般社団法人日本自走式駐車場工業会」に名称を変更[1]